# أحمد عبده جابر
أحمد عبده جابر هو لاعب كرة قدم إريتري-سعودي يلعب حالياً في نادي نيوم.

## مسيرة اللاعب
كانت له تجارب مع أندية الفيحاء والرياض لم يكتب لها النجاح ووقع في عام 2016 مع نادي العدالة وتألق معهم وسجل 15 هدف في دوري الدرجة الأولى وبعد هبوط العدالة وقع مع نادي هجر عام 2017 و لكن تم فسخ عقده قبل أن يلعب معهم بسبب عدم مقدرة نادي هجر على تسجيل اللاعبين المحترفين ووقع بعدها مع نادي الوحدة و أيضاً لم يستطع نادي الوحدة تسجيل اللاعب ووقع في مطلع عام 2018 مع نادي الطائي و وقع مرة أخرى نادي الوحدة في صيف 2018 و انتقل إلى نادي الشباب في صيف 2022 وانتقل إلى نادي أبها في صيف 2023.

## روابط خارجية
- أحمد عبده جابر على موقع Soccerway.com (الإنجليزية)